# Blockbergung

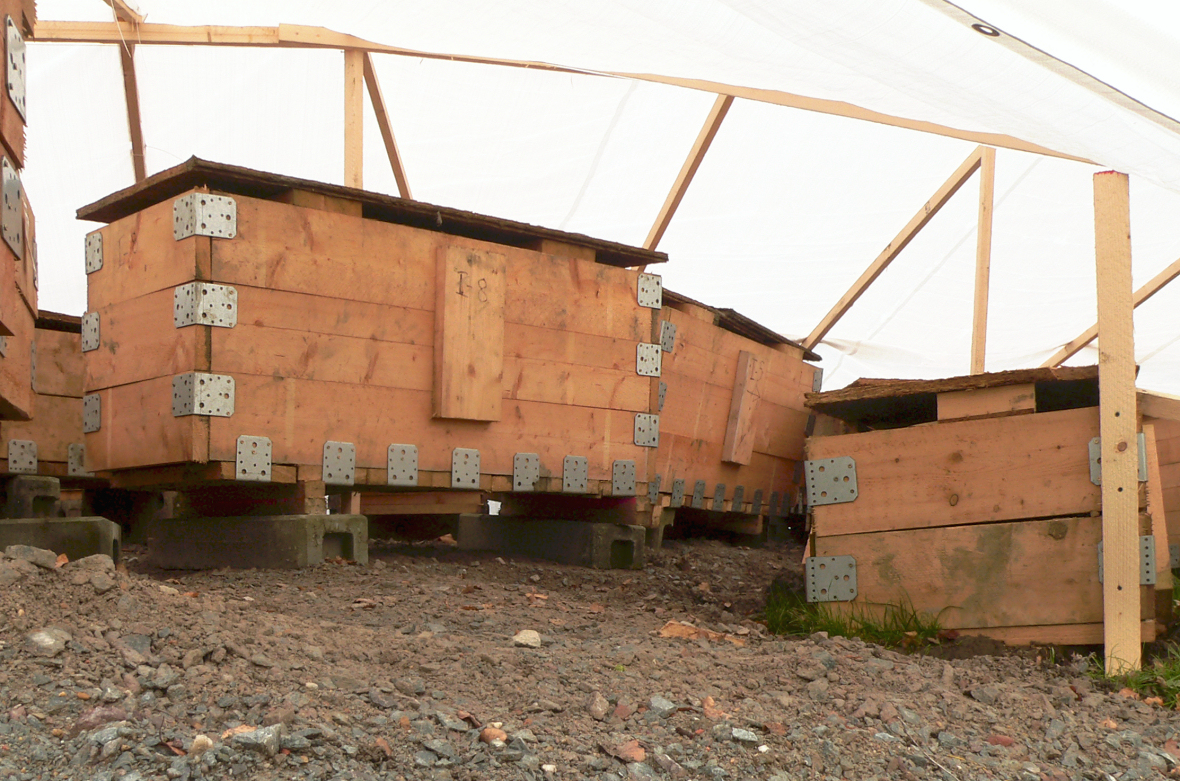
Blockbergungen von Fundamenten einer Baracke des KZ-Außenlagers Laagberg in stabilen Kastenkonstruktionen

Eine Blockbergung oder En-bloc-Bergung ist die Bergung archäologischer Befunde zusammen mit dem umgebenden Erdreich.
Blockbergungen werden angewendet, wenn eine fachgerechte Freilegung komplizierter oder empfindlicher Fundzusammenhänge im Feld nicht bewerkstelligt werden kann oder Funde transloziert werden. Blockbergungen werden auch bei Ausgrabungen angewendet, die unter großem Zeitdruck stehen, um eine detaillierte Dokumentation später im Labor nachzuholen. Die Befunde werden zusammen mit dem umgebenden Erdreich freigelegt, dokumentiert und für den Weitertransport gesichert. Kleinere Blöcke werden dazu in Gipsbinden eingepackt, größere Blöcke in stabile Kastenkonstruktionen verpackt. In einer Restaurierungswerkstatt wird der Fund dann schrittweise freipräpariert und dokumentiert.
Wegen des Gewichts und der Größe der Blöcke sind Blockbergungen großer Objekte (z. B. ganzer Bestattungen) sehr aufwendig und entsprechend teuer, auch muss die notwendige Infrastruktur (Hebezeuge, Transportfahrzeuge und -wege, entsprechend große Werkstätten zur anschließenden Bearbeitung usw.) zur Verfügung stehen. Daher finden solche Bergungen größerer Objekte meist nur bei besonders bedeutenden Funden statt, deren Untersuchung und Konservierung im Labor wesentliche neue Erkenntnisse erwarten lässt.

## Blockbergung bei Keramik
Bilder von einer Ausgrabung am Grabhügelfeld Bettelbühl in der Gemeinde Herbertingen mit der Blockbergung eines Keramikgefäßes:

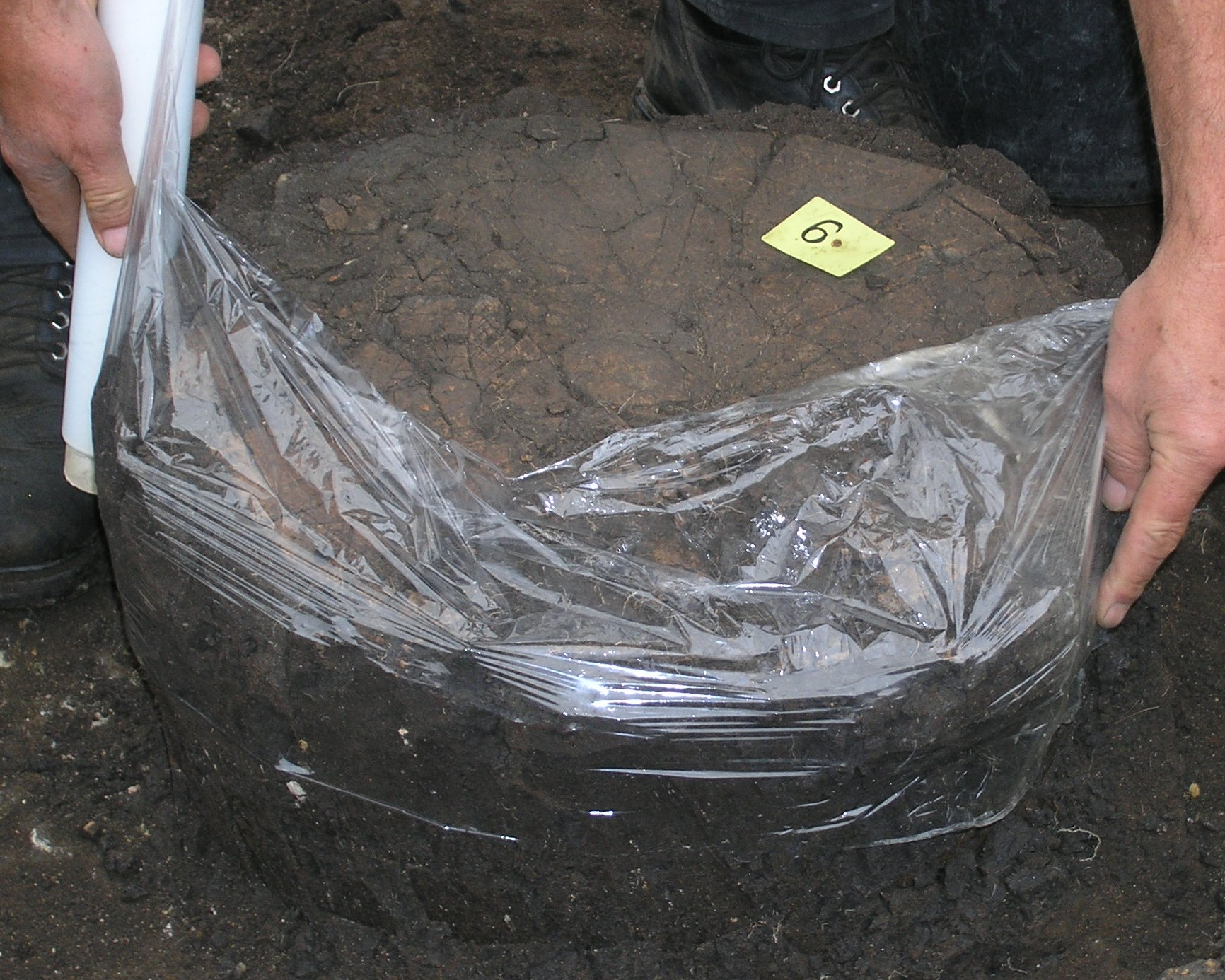
Die Keramik wird mit Folie geschützt.
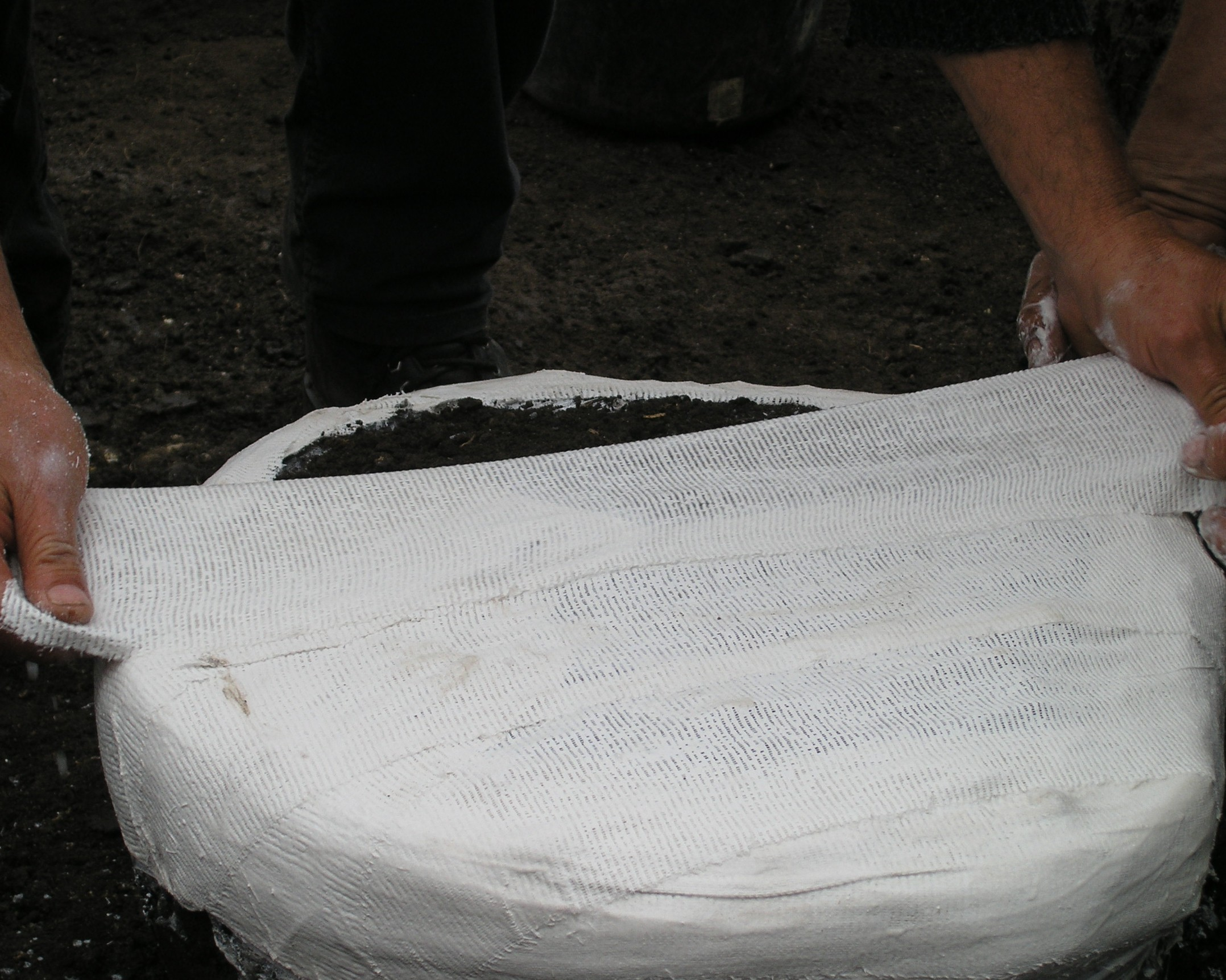
Stabilisierung der Oberseite mit zwei bis drei Lagen Gipsbinde
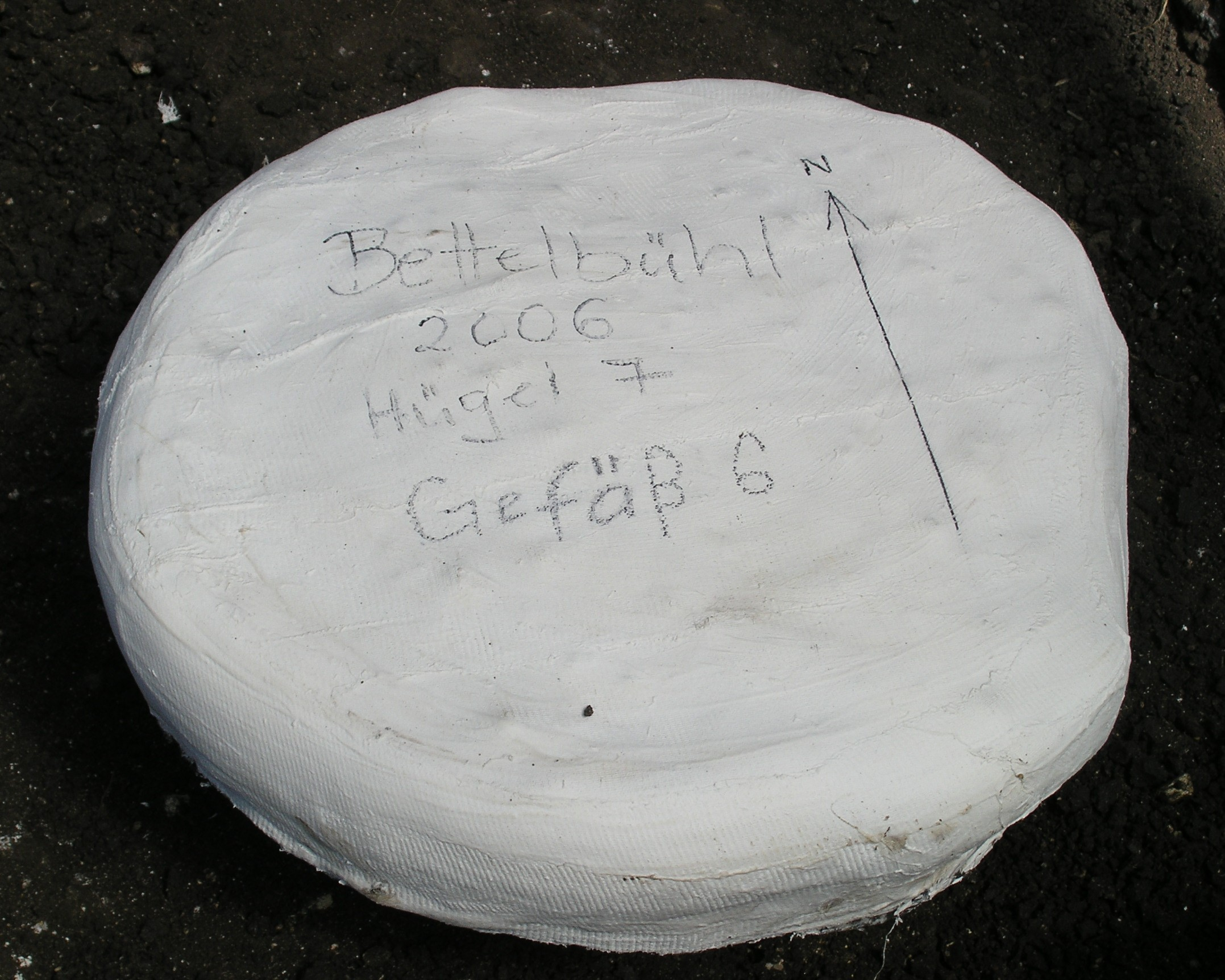
Bezeichnung des Funds und seiner Lage
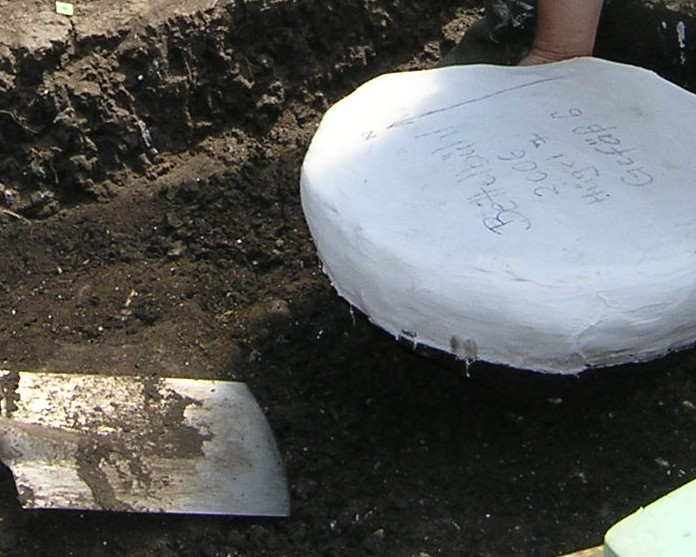
Nach dem Wenden des Blocks wird auch die Unterseite eingegipst.